# Radom, Illinois
Radom là một làng thuộc quận Washington, tiểu bang Illinois, Hoa Kỳ. Năm 2010, dân số của làng này là 220 người.

## Dân số
Dân số qua các năm:
- Năm 2000: 395 người.
- Năm 2010: 220 người.